# Stanley Fish
Stanley Eugene Fish (Providence (Rhode Island), 19 de abril de 1938) es un profesor de Derecho y teórico literario estadounidense. Es el «Davidson-Kahn Distinguished University Professor» de Humanidades y profesor de Derecho en la Universidad Internacional de Florida, en Miami, así como «Dean Emeritus» de la Facultad de Artes y Ciencias Liberales de la Universidad de Illinois en Chicago.
Es autor de once libros y ha dado clase en la Universidad de California en Berkeley, en la Universidad Johns Hopkins y en la Universidad Duke.
Está considerado como uno de los más importantes especialistas en John Milton del siglo XX,[cita requerida] y se le suele encuadrar dentro del posmodernismo y del antifundacionalismo.

## Sobre la teoría de la recepción
Stanley Fish enfatiza la naturaleza temporal del proceso de lectura y argumenta que el significado de un texto literario no puede ser separado de la experiencia del lector. Esta postura ha pasado por un desarrollo considerable desde 1970 cuando escribió su ensayo "Literature in the Reader: Affective Stylistics". En dicho ensayo, Fish confronta la objeción de que la teoría que está basada en el lector lleva, de manera inevitable, a un relativismo al argumentar que las respuestas que son completamente subjetivas son imposibles, pues no pueden existir de manera aislada del conjunto de normas, los sistemas de pensamiento, etc. De esta manera, Fish argumenta que la dicotomía del sujeto-objeto se rompe porque no existen sujetos puros, ni objetos puros.
Esto nos lleva a la premisa del análisis de Fish, que se explicaría de la siguiente manera: debido a que el objeto (el texto literario incluido) siempre está construido por el sujeto, o, para ser más precisos, construido por un grupo de sujetos, este proceso será interpretado desde una "comunidad interpretativa". A lo que Fish se refiere con dicha comunidad es que diferentes conjuntos y normas de estrategia de lectura producen diferentes comunidades de intérpretes. La postura radical que Fish adopta al respecto es la de afirmar que características aparentes de textos literarios como la métrica, la rima y otros tipos de patrones son producto de estrategias interpretativas.